# Cmentarz wojenny nr 132 – Bobowa
Cmentarz wojenny nr 132 – Bobowa – austriacki cmentarz wojenny z okresu I wojny światowej wybudowany przez Oddział Grobów Wojennych C. i K. Komendantury Wojskowej w Krakowie na terenie jego okręgu IV Łużna.
Zaprojektowana przez nieustalonego architekta kwatera na cmentarzu żydowskim znajdującym się w południowej części miasta Bobowej w powiecie gorlickim województwa małopolskiego. 
Pochowano na nim 8 żołnierzy austro-węgierskich wyznania mojżeszowego w 5 grobach pojedynczych i 1 zbiorowym. Ma kształt nieregularny. Głównym elementem cmentarza jest 6 macew bez jakichkolwiek tablic lub nawet gwiazd Dawida otoczonych podwójnym niziutkim murkiem betonowym. Cmentarz jest w bardzo złym stanie.

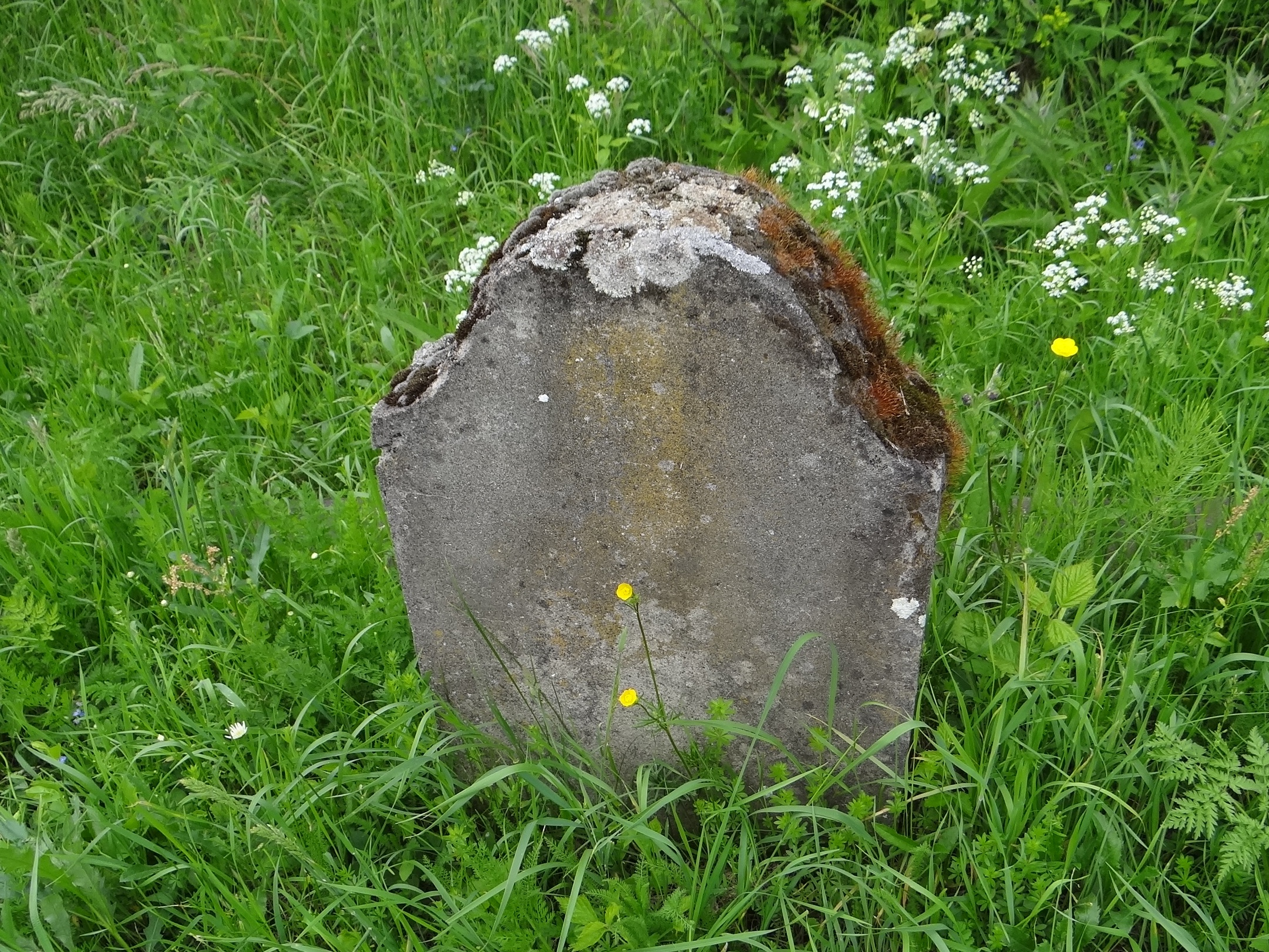
Jedna z macew